# Honoré Torombert
 Honoré Torombert né le 17 décembre 1787 à Belmont dans l'Ain et mort le 8 mai 1829 dans la même ville est un avocat et écrivain français qui a vécu à Lyon.

## Biographie

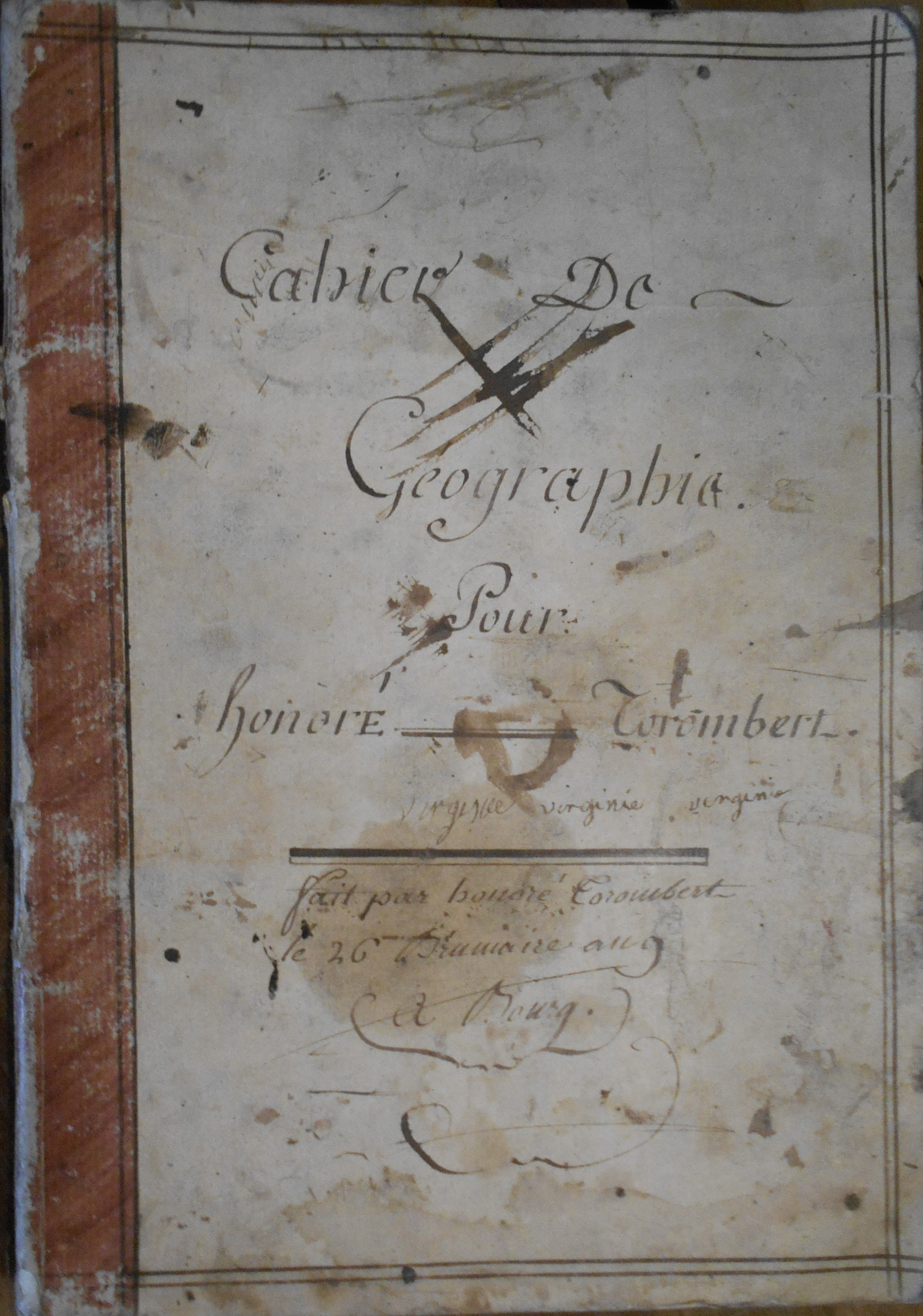
Couverture du cahier de géographie personnel d'Honoré Torombert à l'école et pension des instituteurs Dupras et Olivier à Bourg, daté du 26 Brumaire An 9.

Fils de Pierre Torombert, notaire et de Marie Peysson, il est issu d'une ancienne famille de Belmont en Valromey qui a fait l'objet d'un ouvrage de son arrière petit-fils Gabriel Pérouse.
Honoré Torombert étudie à l'école de Droit de Grenoble, puis de Dijon où il obtient sa licence en 1811.
Le 20 novembre 1813, il épouse à Lyon, Eliza Guerre, fille de Jean Guerre-Dumollard. Il prête serment à Lyon en 1814. Nommé en 1816 substitut du procureur du roi à Belley, il démissionne aussitôt. Il préfère une carrière dans les lettres ; comme publiciste, il écrit et publie des chroniques et des textes engagés sur la vie politique et sociale. 
Il publie les Principes du droit politique mis en opposition avec le Contrat social de JJ Rousseau ; dans une correspondance avec la société philosophique de Philadelphie, il compare les institutions civiles et politiques des États-Unis avec celles de la France.
En 1827, il devient rédacteur du journal lyonnais Le Précurseur. Dans un article du 9 mars 1829, ce polémiste prend position contre la peine de mort. 
Il meurt le 8 juin 1829, à l'âge de 42 ans, ayant pris froid sur la route de Belmont, alors qu'il se rendait chez sa mère. 

## Publications
- 1819 Éloge de Pierre Poivre, 45 pages (lire en ligne)

- Torombert, Exposition des principes et classification des sciences : dans l'ordre des études ou de la synthèse, Paris, Chez A. Costes et cie, 1821, 137 p. (lire en ligne)

- Torombert, Principes du droit politique : mis en opposition avec le Contrat social de J.-J. Rousseau, Paris, Rey et Gravier, 1825 (lire en ligne)

- 1825 Plaidoyer en faveur des peuples, prononcé à la barre de la Sainte-Alliance.
- 1826 Éloge historique de M. Vouty de La Tour, prononcé à l'Académie de Lyon

## Sociétés savantes
- Académie de Dijon, membre correspondant en 1809.
- Société d'agriculture de Belley.  Société d'agriculture de Lyon.
- Académie des sciences, belles-lettres et arts de Lyon : membre de 1823 à 1829[7].

- Société littéraire, historique et archéologique de Lyon : membre de 1822 à 1829[8].
- Société philosophique de Philadelphie en 1827.